# Baryšivský rajón
Baryšivský rajón (ukrajinsky Баришівський район) byl rajón v Kyjevské oblasti na Ukrajině. Hlavním městem byla Baryšivka a rajón měl přibližně 35 tisíc obyvatel. 

## Sídla v rajónu
- Baryšivka